# زيثرين
زيثرين هو هيدروكربون عطري متعدد الحلقات، تتكون بنيته من ست حلقات سداسية مندمجة، وله الصيغة الكيميائية C24H14، ويكون على شكل صلب أحمر اللون.

## التحضير
حضر المركب لأول مرة من قبل الكيميائي إريش كار Erich Clar سنة 1955؛ وذلك بطريقتين، إحداها ابتداءً من أسينافثين والأخرى من الكريسين. ثم تمكن ميتشل وسوندهايمر لاحقاً من التحضير انطلاقاً من مركب [10]أنولين.
| Zethrene synthesis 1968 Sondheimer |
| اصطناع الزيثرين حسب سوندهايمر      |

تم لاحقاً نشر عدة طرق لتحضير الزيثرين؛ منها طريقة لمجموعة بحث وو Wu et al اعتمدت على إجراء تفاعل ازدواج على مشتق سيليسي، ثم بنزع السيليسيوم في الموقع.
| Zethrene synthesis Wu 2010 |
| اصطناع الزيثرين حسب وو     |

كما نشرت طريقة تحضير أخرى اعتماداً على تفاعل هيك؛ بالإضافة إلى طرق تحضير أخرى لمشتقات الزيثرين.

## الخواص
يوجد الزيثرين في الشروط النظامية على شكل صلب أحمر اللون. أبدت دراسة البلورات بالأشعة السينية أن للمركب بنية مستوية؛ وتبدي الحلقات الطرفية خواصاً عطرية، في حين أن الحلقتين المركزيتين ليستا كذلك.

## اقرأ أيضاً
- فينالين